# 高燕梅
高燕梅，中华人民共和国政治人物、全国脱贫攻坚先进个人。

## 生平
高燕梅任甘肃省甘南藏族自治州卫生健康委原副主任，天津市河东区体育局党组书记、局长。因在脱贫攻坚战中作出突出贡献，2021年2月25日全国脱贫攻坚总结表彰大会上，高燕梅被授予“全国脱贫攻坚先进个人”。